# Molinari (cognome)
Molinari è un cognome italiano, diffuso più o meno su tutta la penisola, ma specialmente in Lombardia, nel nord est e nel centro nord. Il cognome è molto diffuso, con tutte le sue varianti.

## Varianti
- Molinaro, Molinara, Molino, Molini, Mulino, Mulini, Molinelli, Mulinacci, Mulinari, Montemolinaro, Molinario

## Etimologia
L'etimologia del cognome viene dai "mulinari" o "molinari", allora coloro che possedevano o conducevano un mulino. Nel caso della variante Montenaro, o Montemolinaro, si tratta di contadini che vivevano sui monti con il loro mulino.

## Persone
- Alberto Molinari, attore italiano

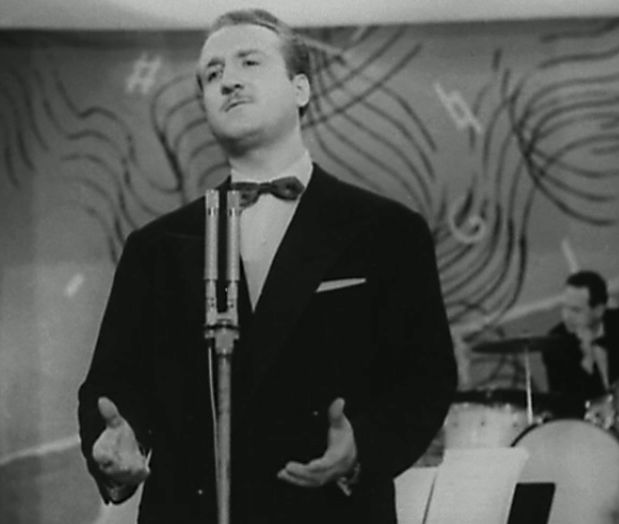
Ugo Molinari a Sanremo nel 1956

- Alfonsina Molinari, attrice e cantante portoricana
- Angelo Molinari, imprenditore italiano, fondatore della Molinari S.p.A.
- Anna Gigli Molinari, showgirl italiana
- Anna Molinari, fondatrice della Blumarine e della Blufin
- Antonio Molinari (pittore italiano) - Pittore nato a Venezia nel 1665 e morto nel 1735
- Antonio Molinari (pittore svizzero) - Pittore nato a Bellinzona, nel Canton Ticino, nel 1902 e morto nel 1995
- Antonio Molinari (vescovo) - Vescovo di Assisi nato a Voltaggio nel 1626, morto a Lettere nel 1698

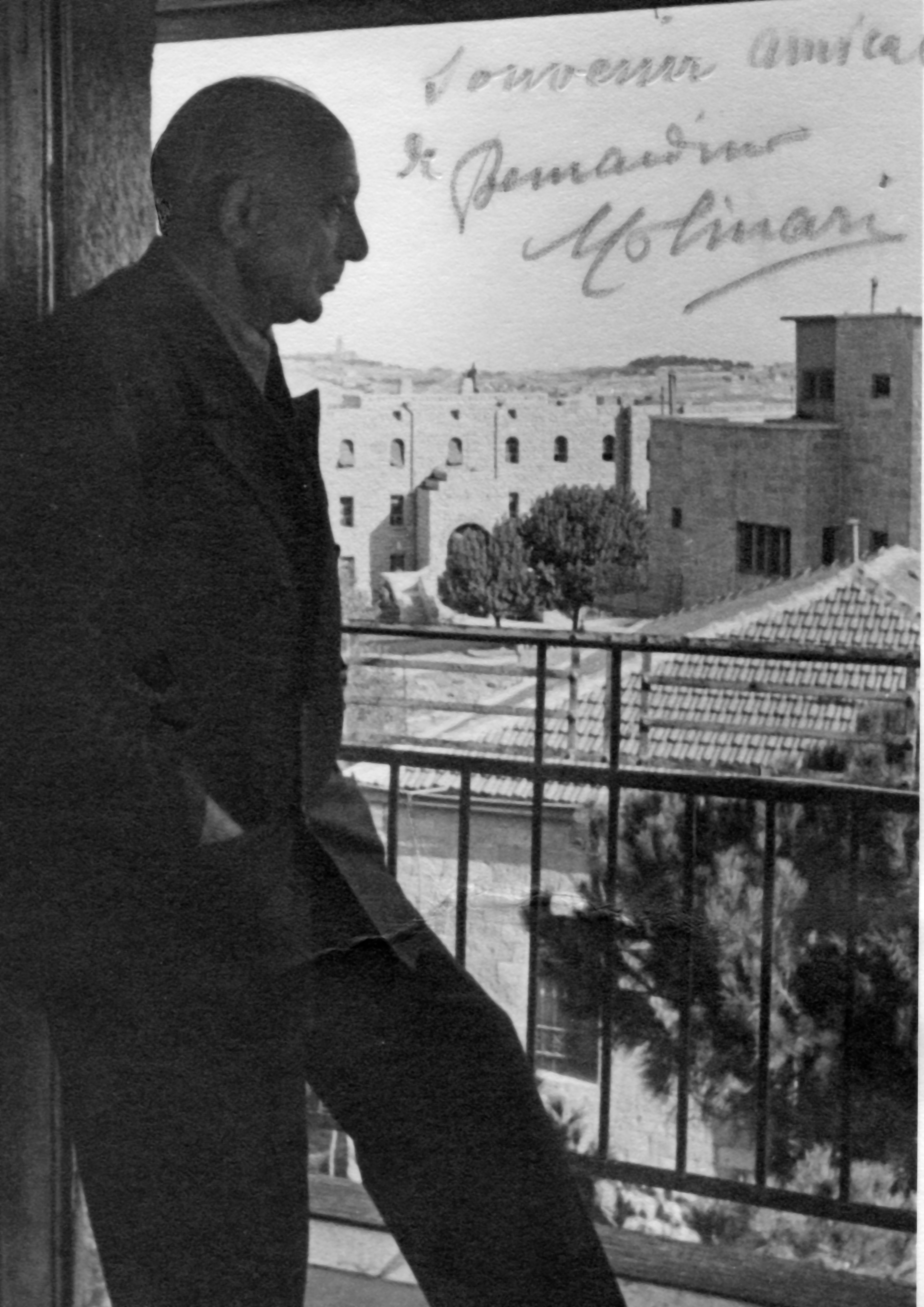
Bernardino Molinari in Jerusalem, 1945

- Arrigo Molinari, questore della provincia di Genova
- Bernardino Molinari (1880-1951), compositore italiano
- Cecilia Molinari, atleta italiana
- Claudio Molinari, politico italiano
- Edoardo Molinari, golfista italiano
- Emilio Molinari, politico italiano
- Enrico Molinari, baritono italiano
- Eugenio Molinari, ingegnere italiano
- Francesco Molinari, Giocatore di Pallacanestro Pescara 2006
- Francesco Molinari, golfista italiano
- Francesco Molinari Pradelli, direttore d'orchestra italiano
- Fulvio Molinari, giornalista Rai
- Guido Molinari artista canadese
- Giuseppe Molinari (1938), arcivescovo di L'Aquila
- Giuseppe Molinari, garibaldino partecipante alla spedizione de I Mille
- Giuseppe Molinari, politico (deputato)
- Giuseppe Molinari, politico (senatore)
- Gustave de Molinari, economista belga
- Guy Molinari politico statunitense
- Karl-Theodor Molinari, ufficiale della Wehrmacht
- Lara Molinari, illustratrice italiana

- Luis Molinari artista ecuadoriano

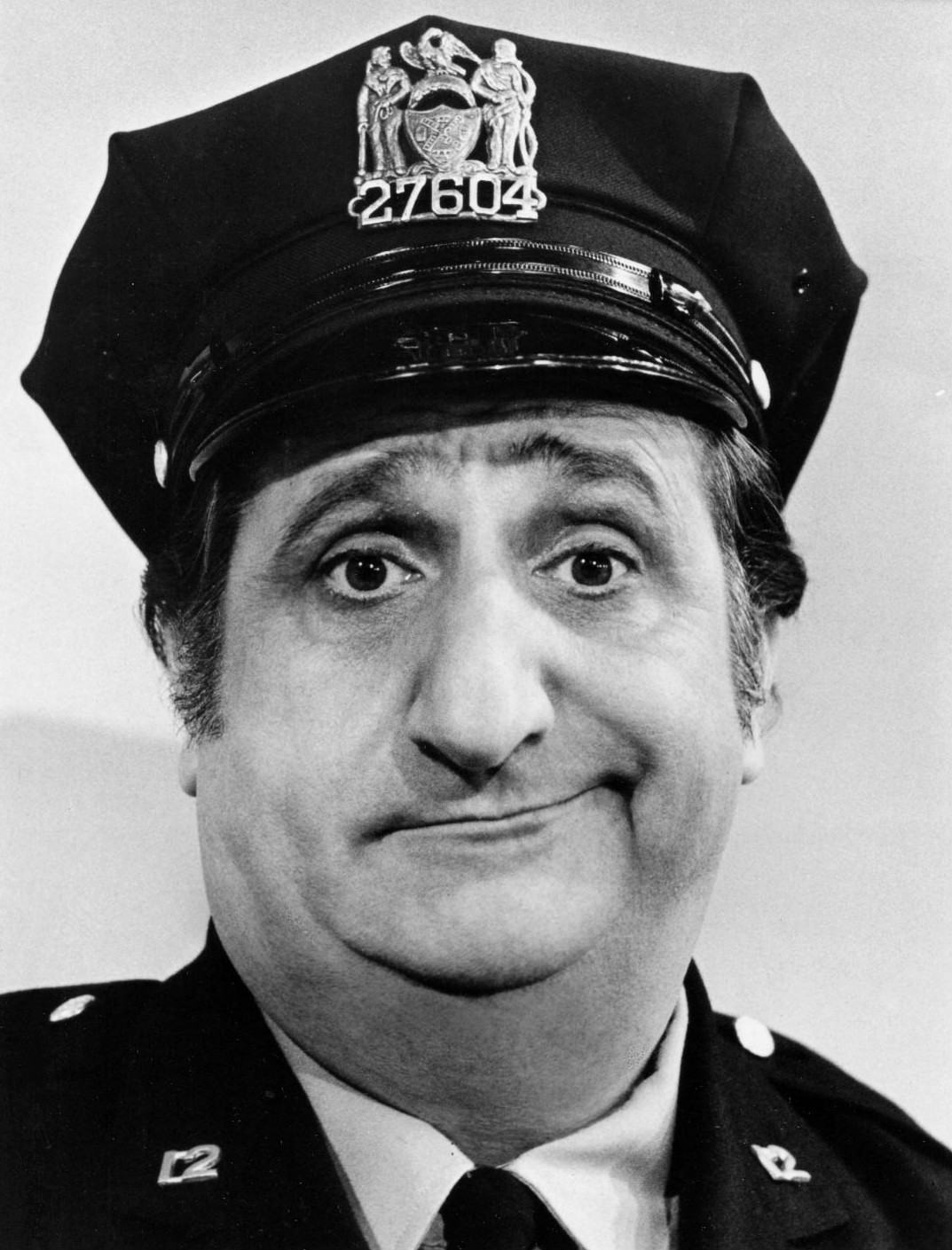
Al Molinaro nella serie televisiva La strana coppia.

- Maurizio Molinari, giornalista italiano
- Mia Molinari, ballerina italiana
- Michelino Molinari, pittore e miniatore italiano
- Mirco Molinari, poeta italiano più volte segnalato in concorsi di poesia tra cui il premio “Violetta di Soragna”
- Renato Molinari, direttore della fotografia, regista e sceneggiatore italiano
- Renato Molinari, Importante figura nella motonautica italiano
- Ricardo Molinari, poeta argentino
- Riccardo Molinari, politico italiano
- Sebastiano Molinari, tiratore italiano
- Simona Molinari, cantautrice italiana
- Susan Molinari, politico statunitense
- Tina Molinari, politico canadese
- Tristano Molinari,Pittore nato a Lugano, nel Canton Ticino, nel 1927 e morto nel 1993
- Ugo Molinari, Tenore italiano (San Remo 1956) 1929 - 2005

### Variante Molinaro
- Al Molinaro, attore statunitense.
- Cristian Molinaro, calciatore italiano.
- Édouard Molinaro, regista cinematografico francese.
- Melissa Molinaro, attrice e cantante canadese.
- Roberto Molinaro, deejay italiano.
- Simone Molinaro, compositore, editore e liutista italiano.